# Ренів
Ре́нів — село в Україні, у Залозецькій селищній громаді Тернопільського районі Тернопільської області. Населення — 965 осіб (2007). До 2020 року орган місцевого самоврядування —  Ренівська сільська рада.

## Географія
Село Ренів розташоване за 37 км від обласного центру та 6 км від адміністративного центру селищної громади, на березі річці Серет. Найближча залізнична станція Зборів (за 23 км). Поблизу села виявлено археологічні пам'ятки мезоліту, бронзової доби і давньоруської культури. 

## Історія
Перша писемна згадка — 1452 року. У свій час діяли товариства «Просвіта», «Рідна школа», «Сільський господар» та кооперативи.
До Реніва були приєднані хутори Загребелля, Манюки та Новосілка. З 1939 року село перебувало у складі Зборівського району Тернопільської області.
12 червня 2020 року, відповідно до розпорядження Кабінету Міністрів України № 724-р «Про визначення адміністративних центрів та затвердження територій територіальних громад Тернопільської області», село увійшло до Залозецькоі селищної громади Зборівського району.
19 липня 2020 року, в результаті адміністративно-територіальної реформи та ліквідації Зборівського району, село увійшло до складу Тернопільського району.

## Населення

### Мова
Розподіл населення за рідною мовою за даними перепису 2001 року:
| Мова       | Кількість | Відсоток |
| ---------- | --------- | -------- |
| українська | 928       | 99.78%   |
| російська  | 2         | 0.22%    |
| Усього     | 920       | 100%     |

## Релігія

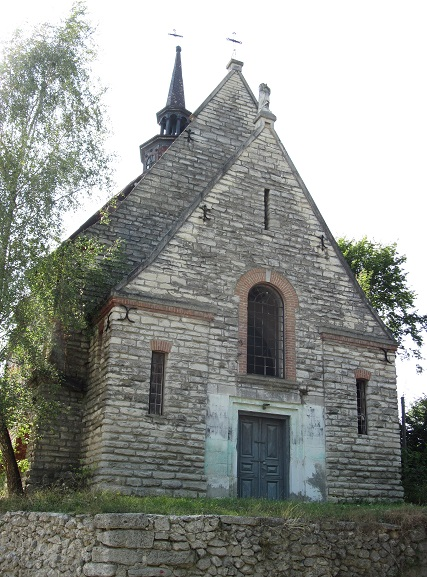
Костел у Реніві

- церква Преображення Господнього (1899, реконстр.),
- костел Матері Божої Цариці Польщі (1938),
- «фігура» Ангела-Хоронителя (2002),
- 4 «фіґури» Матері Божої.

## Пам'ятники
- Пам'ятник воїнам-односельцям, полеглим у німецько-радянській війні (1975).
- Стела «Ренів — 1452» (2002).
- Символічна братська могила «Борцям за волю України» (1991).

## Об'єкти соціальної сфери
- Загальноосвітня школа І—ІІ ступенів.
- Дошкільний навчальний заклад
- Клуб.
- Бібліотека.
- Амбулаторія.
- Крамниці.

## Особистості
- Юрій Беркита — український футболіст.
- Вавжинець Дайчак — польський (зокрема, львівський) архітектор, воював проти УГА.

## Галерея

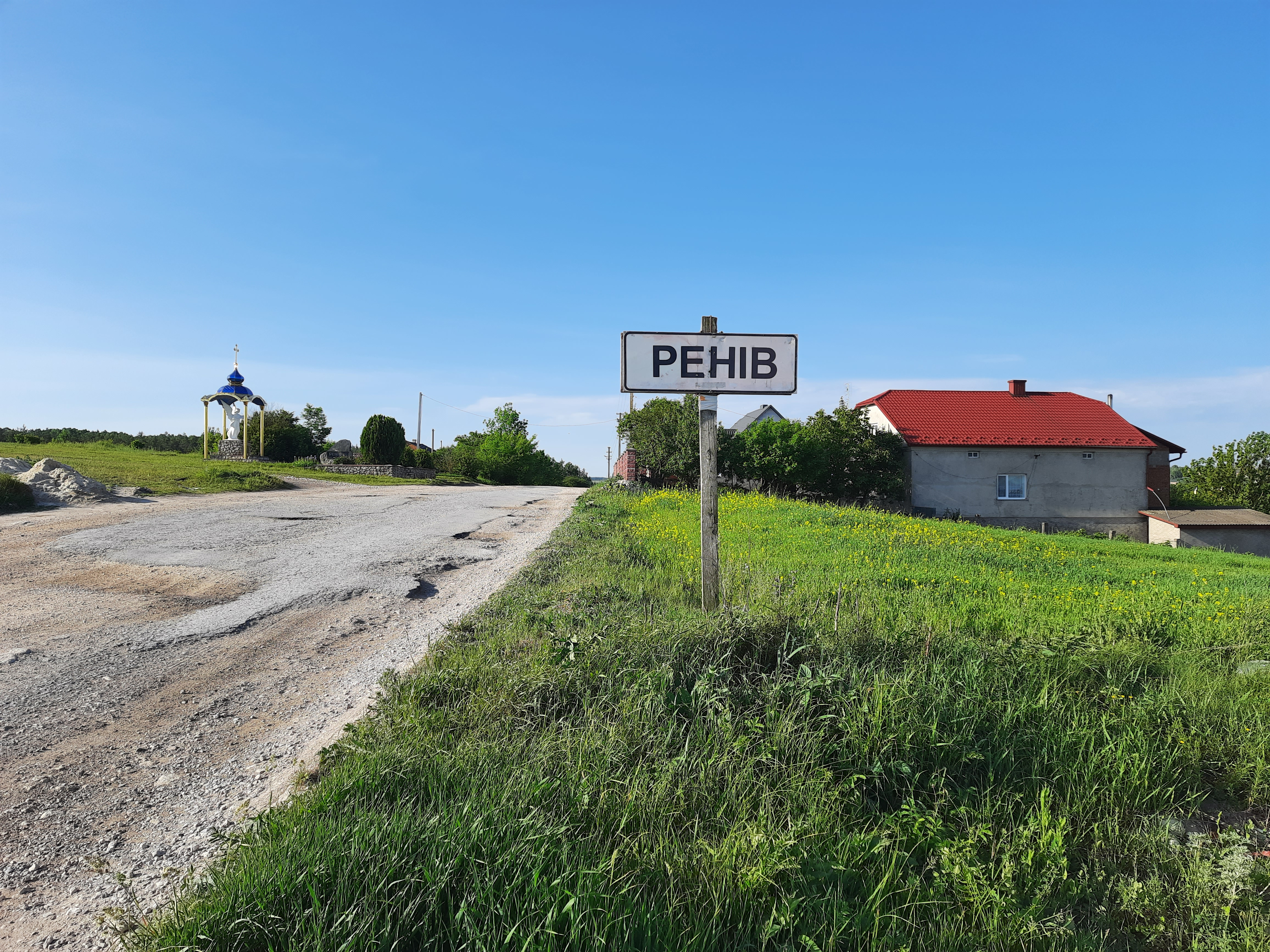
Дорожній знак при в'їзді в село
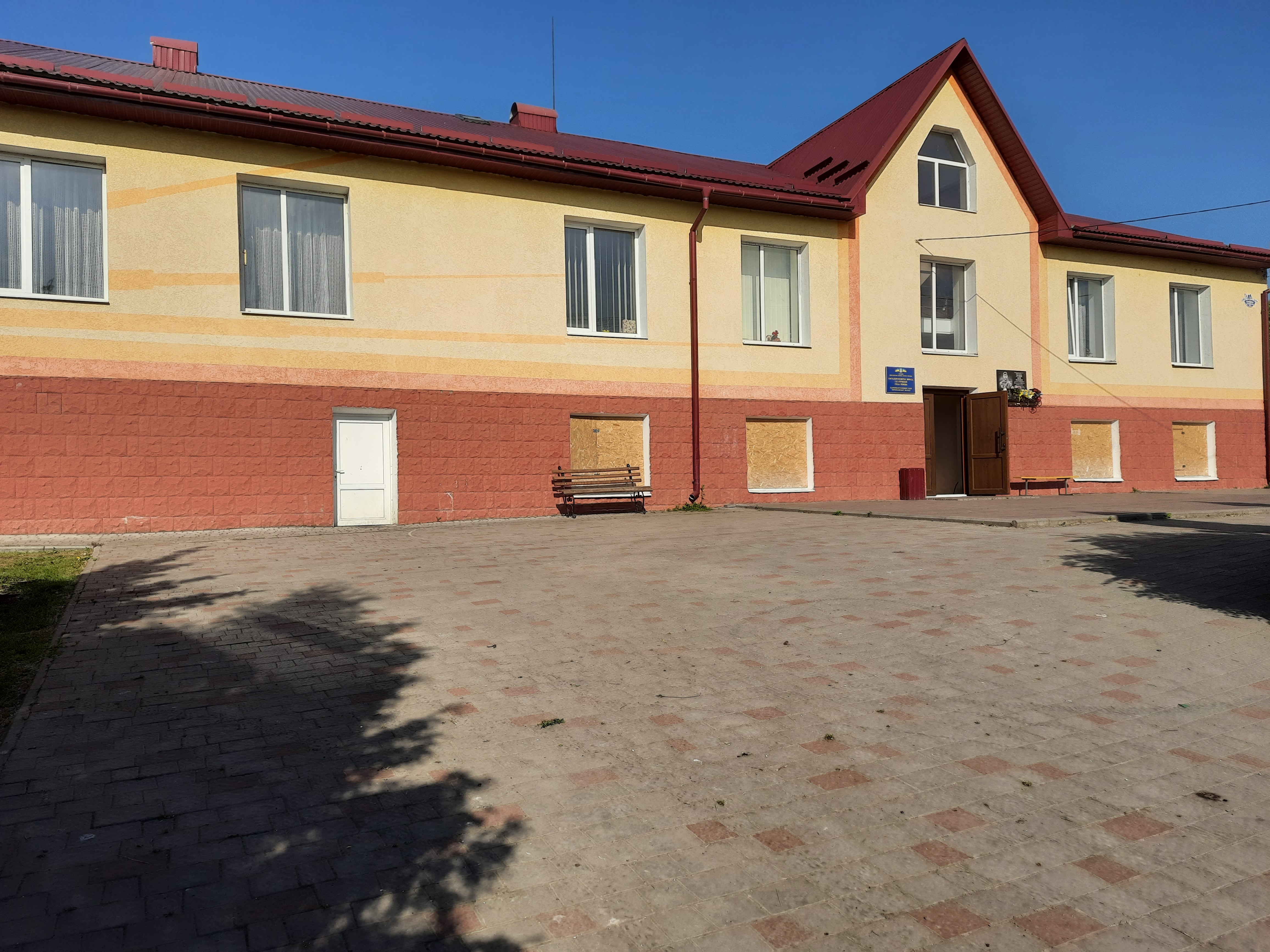
Школа
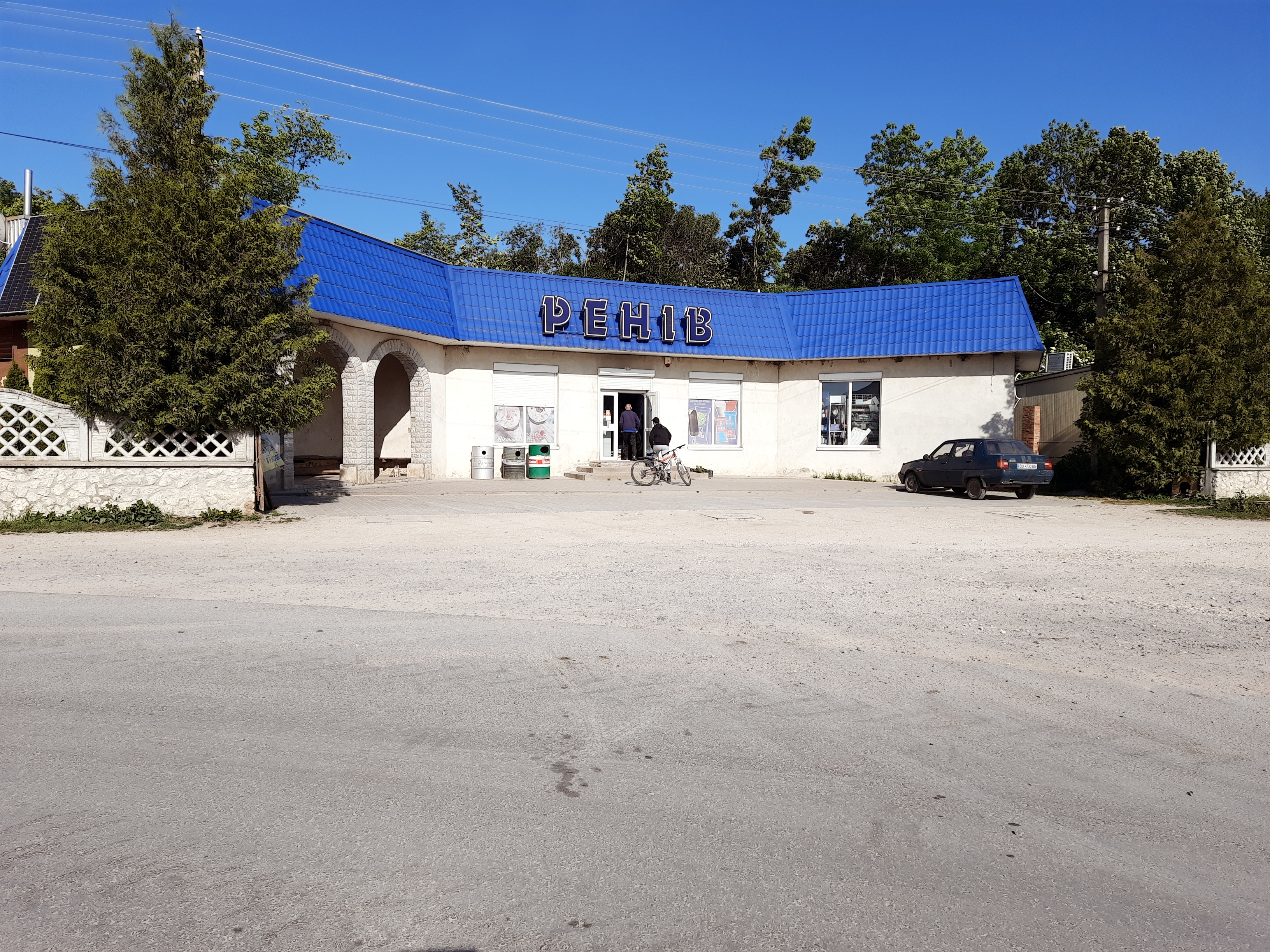
Крамниця
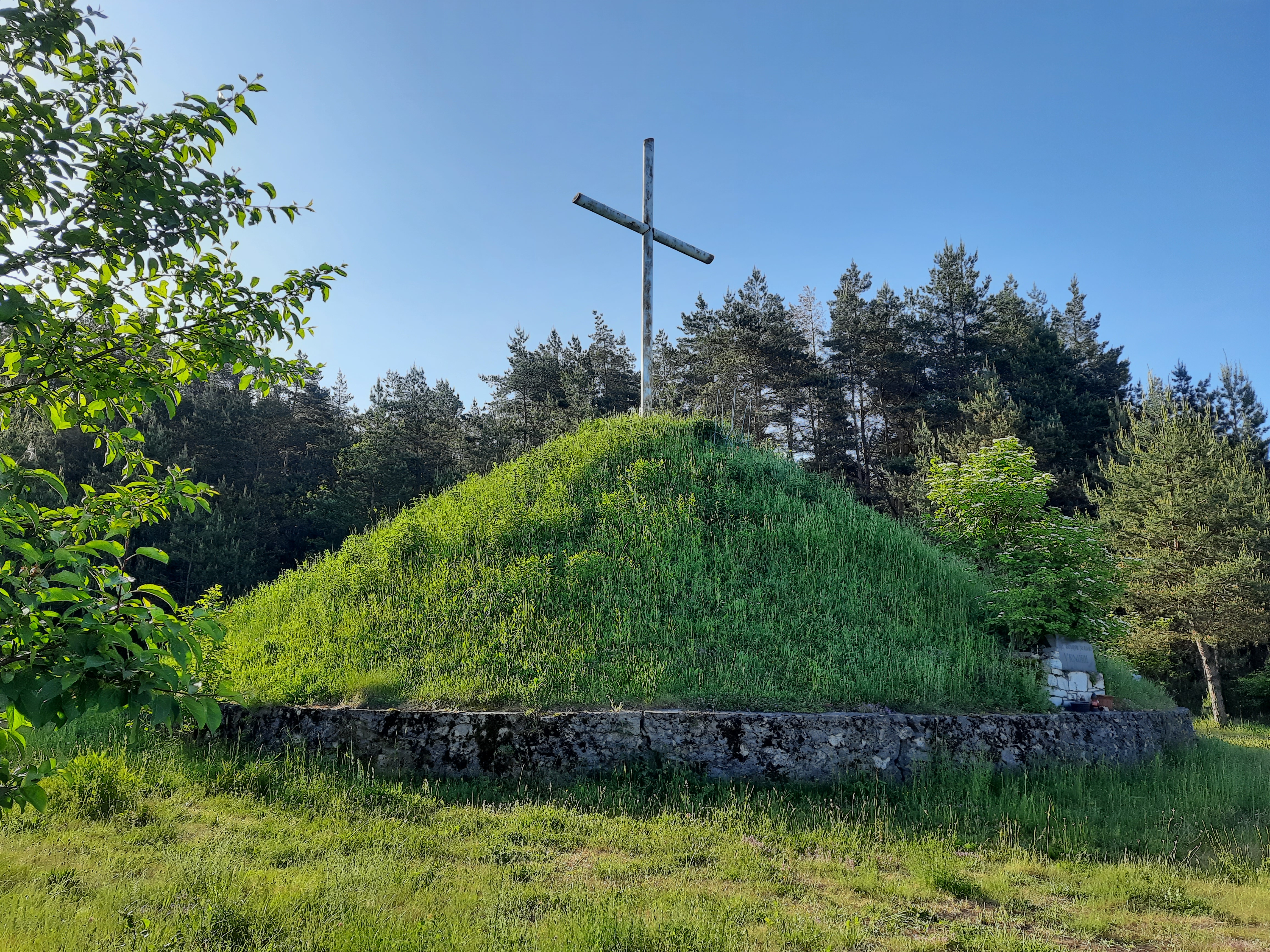
Символічна могила Борцям за волю України
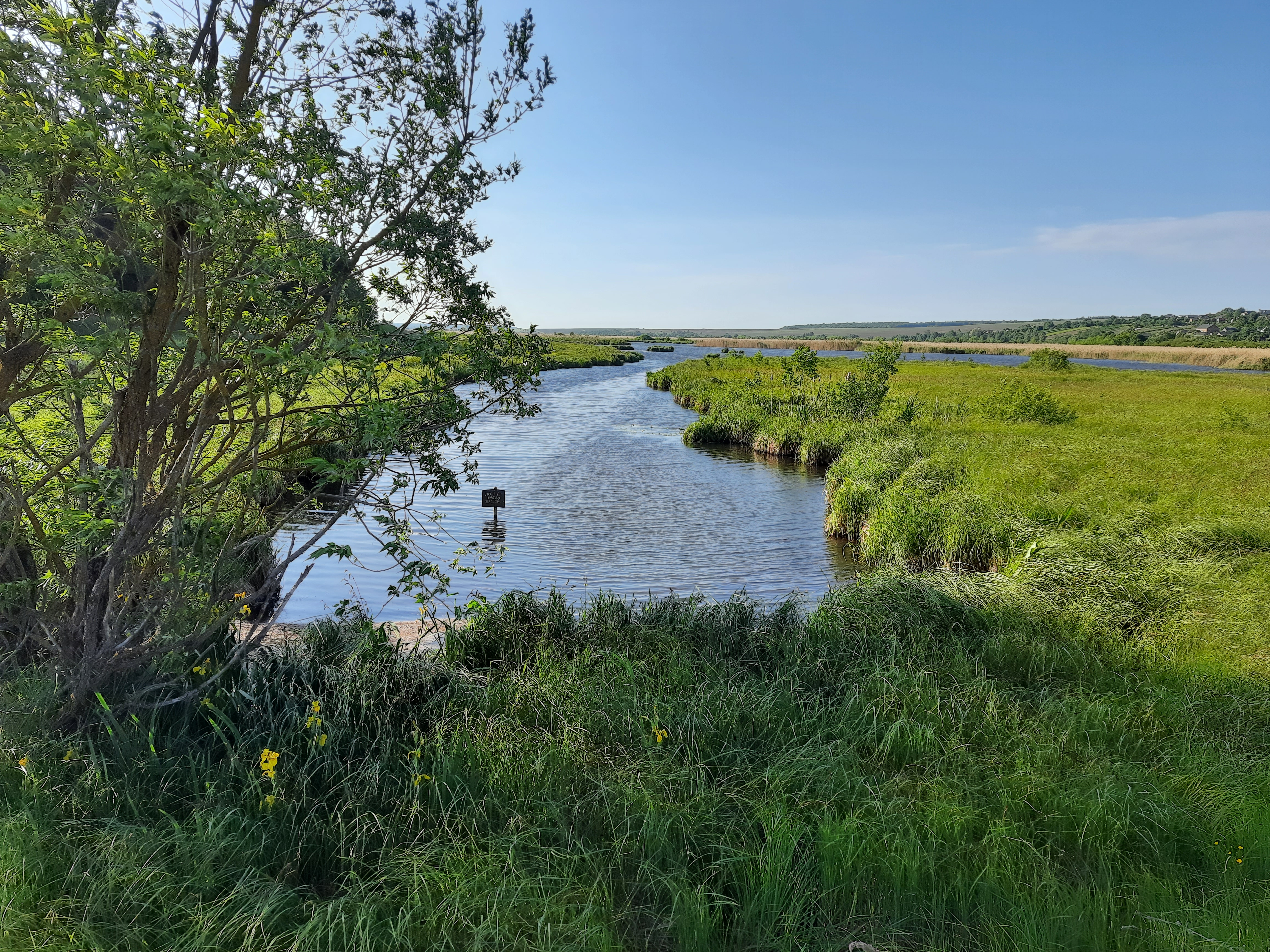
Краєвид біля села